# Jorge Herrán
Jorge Herrán (5 de febrero de 1897 - 19 de junio de 1969) fue un arquitecto uruguayo.

## Biografía
Estudió en la Facultad de Arquitectura de la Universidad de la República, dirigida en ese entonces por el francés Joseph Paul Carré. Entre sus compañeros se contaban muchos futuros profesionales de renombre como Carlos Surraco, Juan Antonio Rius, Rodolfo Amargós, Guillermo Armas, Alberto Muñoz del Campo, Rodolfo Vigouroux y José Pedro Sierra Morató. Egresa en 1921; durante años dirigió un taller de proyectos de arquitectura.
Sus obras más destacadas en el paisaje de Montevideo son:
- Dirección de Aduanas y Capitanía General de Puertos (1923), en el Puerto de Montevideo; un edificio cuya definición formal suele ser asociada con la estación de trenes de Helsinki de Eliel Saarinen, y es Monumento Histórico Nacional desde 1975;[1]
- Edificio Mac Lean (1930), en la calle Solís 1531-1533;
- Edificio de oficinas para Gervasio de Posadas Belgrano en la esquina de Misiones y Rincón (hoy sede del NBC);
- Sede del Yacht Club Uruguayo (1934-1939), conjuntamente con Luis Crespi, un notable ejemplo de art decó en su versión de arquitectura náutica.[2]